# Wuling Zhengcheng
Wuling Zhengcheng – samochód osobowy typu van klasy średniej produkowany pod chińską marką od Wuling od 2014 roku. Od 2021 roku produkowana jest druga generacja modelu.

## Pierwsza generacja

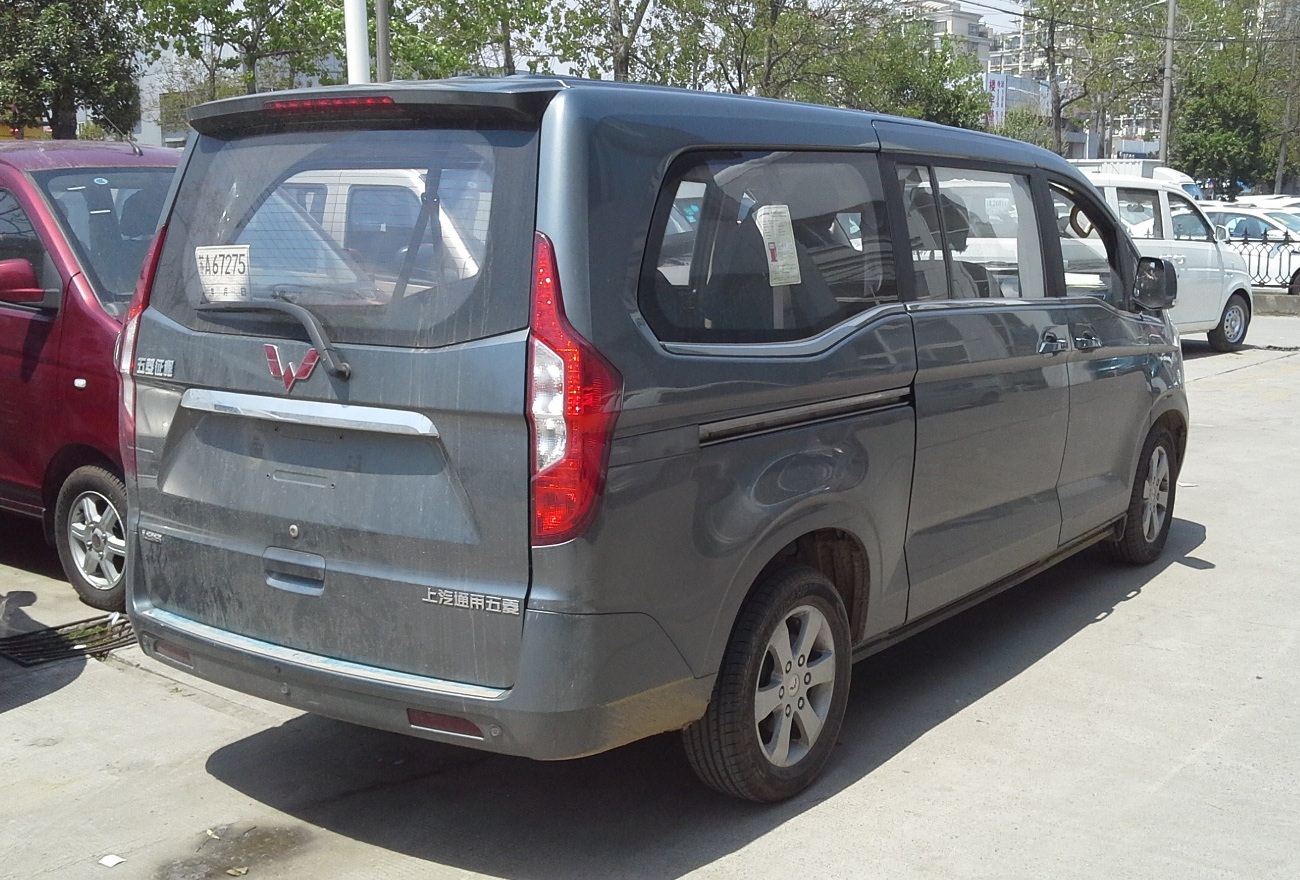
Wuling Zhengcheng I - tył

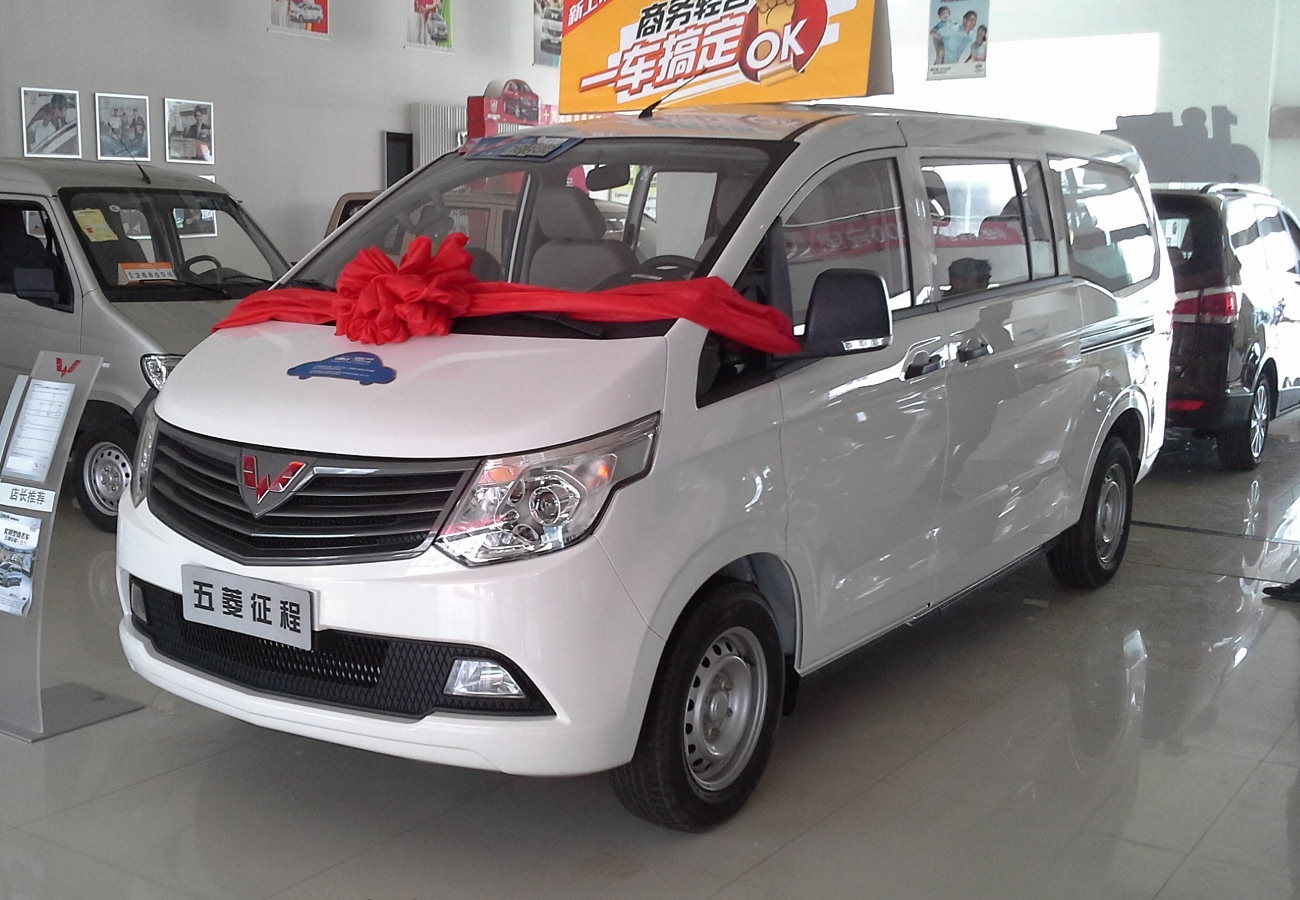
Wuling Zhengcheng I Base

Wuling Zhengcheng I został zaprezentowany po raz pierwszy w 2014 roku.
Model Zhengcheng pojawił się w ofercie Wulinga jako duży osobowy van będący największym pojazdem w ówczesnej ofercie chińskiego producenta. Samochód wyposażono w obszerną kabinę pasażerską umożliwiającą transport 9 pasażerów w układzie foteli 2+2+2+3. Samochód utrzymany został w awangardowym wzornictwie, wyróżniając się nieregularnie ukształtowaną linią okien, a także dużą atrapą chłodnicy i rozległym, pięciokątnym wlotem powietrza.
Gamę jednostek napędowych utworzyły dwa czterocylindrowe silniki benzynowe charakteryzujące się pojemnością 1.8l lub 2.0l. Dostępne były z 5-biegową przekładnią manualną lub 4-biegową automatyczną.

### Sprzedaż
Sprzedaż Wulinga Zhengcheng pierwszej generacji odbywała się wyłącznie na rynku chińskim poczynając od marca 2015 roku, za cel obierając m.in. korporacje taksówkarskie, a także firmy obsługujące pasażerów podróżujących z portów lotniczych. Pomimo systematycznie rosnącej popularności, produkcja samochodu zakończona została po 3 latach z końcem 2017 roku.

### Silniki
- R4 1.8l
- R4 2.0l

## Druga generacja

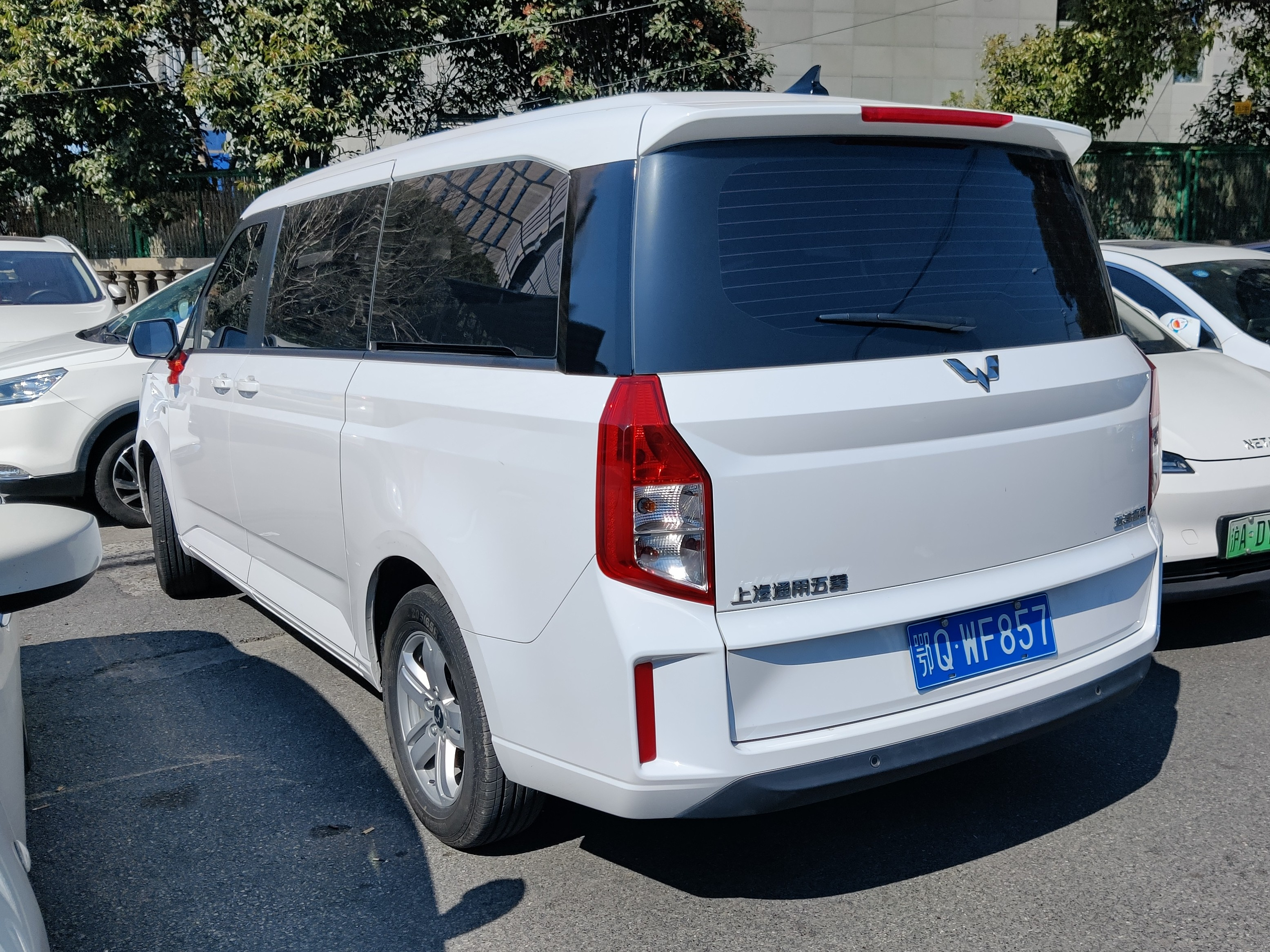
Wuling Zhengcheng II - tył

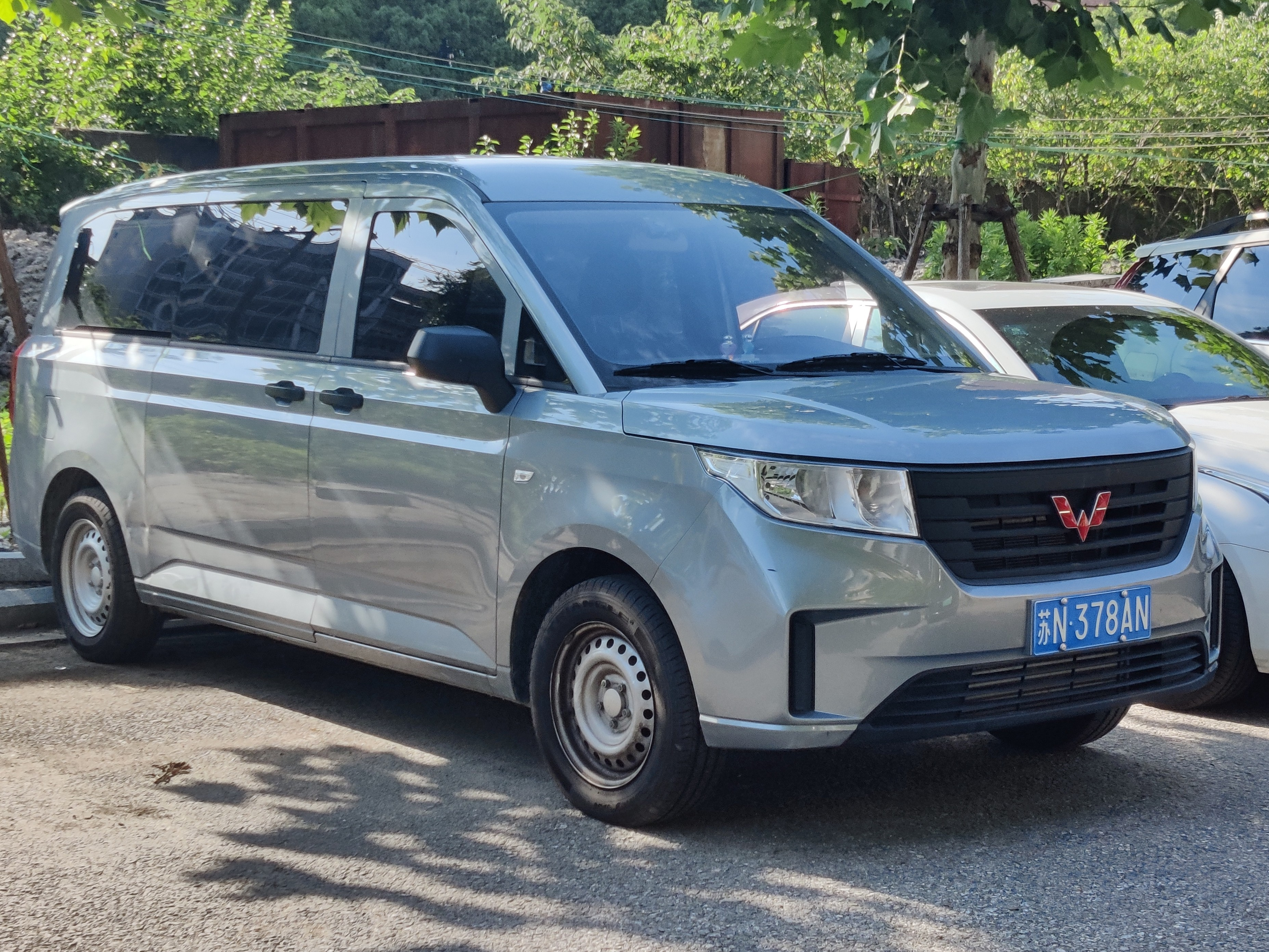
Wuling Zhengcheng II Base

Wuling Zhengcheng II został zaprezentowany po raz pierwszy w 2021 roku.
Po ponad trzyletniej rynkowej przerwie, Wuling zdecydował się wrócić do produkcji sztandarowego modelu Zhengcheng. Samochód tym razem przyjął postać głęboko zmodyfikowanego minivana Hongguang V, odróżniając się od niego wydłużonym nadwoziem z większym rozstawem osi i przedziałem transportowym z odsuwanymi tylnymi drzwiami zamiast otwieranych w pierwowzorze.
Pod kątem wizualnym pojazd w porównaniu do poprzednika otrzymał inne proporcje nadwozia, które stało się niższe, a także otrzymało wyraźniej zarysowane proporcje maski.
Gamę jednostek napędowych drugiej generacji Wulinga Zhengchenga utworzyła tym razem jedna, czterocylindrowa jednostka napędowa Wulinga charakteryzująca się pojemnością 1,5-litra i turbodoładowaniem.

### Silnik
- R4 1.5l Turbo